# Медведки (Северное сельское поселение, близ д. Завод)
Медведки — деревня в Сусанинском районе Костромской области России. Входит в состав Северного сельского поселения.

## География
Деревня расположена в западной части Костромской области, в подзоне южной тайги, при автодороге 34К-246, на расстоянии приблизительно 8 километров (по прямой) к юго-западу от посёлка городского типа Сусанино, административного центра района. Абсолютная высота — 160 метров над уровнем моря.

### Климат
Климат характеризуется как умеренно континентальный, с продолжительной холодной зимой и коротким сравнительно тёплым летом. Среднегодовая температура воздуха — 2,6 °C. Средняя температура воздуха самого холодного месяца (января) — −12 °C; самого тёплого месяца (июля) — 18 °C. Продолжительность периода активной вегетации растений (выше 10 °C) составляет примерно 127 дней. Годовое количество атмосферных осадков — 610 мм, из которых большая часть выпадает в тёплый период.

### Часовой пояс
Деревня Медведки, как и вся Костромская область, находится в часовой зоне МСК (московское время). Смещение применяемого времени относительно UTC составляет +3:00.

## Население
| 2008 | 2010 | 2014 |
| ---- | ---- | ---- |
| 291  | ↘0   | ↗264 |

### Национальный состав
Согласно результатам переписи 2002 года, в национальной структуре населения русские составляли 98 % из 312 чел.